# Estornell negre

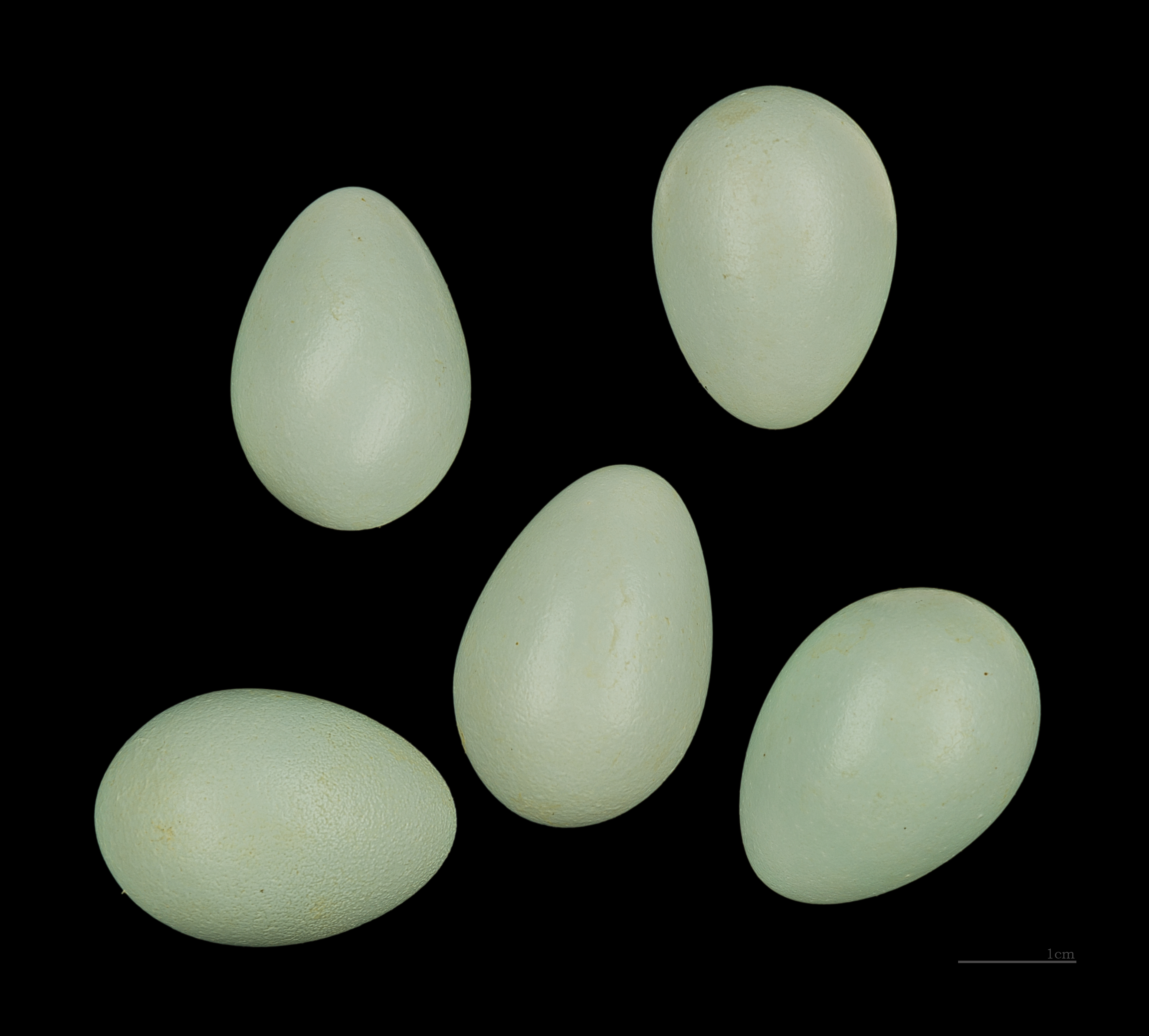
Sturnus unicolor

L'estornell negre (Sturnus unicolor) és una espècie d'ocell passeriforme de la família dels estúrnids (Sturnidae). Viu a la península Ibèrica, a l'Àfrica nord-occidental, a Còrsega, a Sardenya i a Sicília. El seu estat de conservació es considera de risc mínim.
Té el plomatge completament negre durant tot l'any. Amida 21 cm de llargària i és molt semblant a l'estornell vulgar però, a l'hivern, és molt més fosc i amb taques més petites, i a l'estiu és totalment negre i amb irisacions, però sense taques al dors.
Era un ocell sedentari de distribució meridional a la península Ibèrica, però a la dècada del 1970 començà a expandir-se cap al nord, pel País Valencià, i actualment ocupa la major part de Catalunya i dels dels anys 80 cria fins i tot al Rosselló. A la ciutat de Barcelona és escàs però present tot l'any. El fenomen d'expansió continua i any rere any l'espècie ocupa noves localitats més al nord.
Menja invertebrats i baies. Pot establir colònies mixtes amb l'estornell vulgar.
En època reproductora ocupa les zones humides meridionals i el Delta de l'Ebre. No es presenta a les Balears. La femella pon 4 ous al niu.